# Salsiccia e friarelli
La salsiccia e friarelli (a veces también denominada como salsicce e friarielli) es una pizza blanca (no lleva salsa de tomate en la base de pan) muy tradicional de la cocina napolitana, menos conocida en el resto de Italia. Emplea en su preparación grelos, que son también típicos de la región de la Campania (broccoli alla napoletana) que se denominan friarelli. Se elabora ligeramente sofrito y se acompaña de unas salchichas caseras (salsiccia) elaboradas con un contenido cárnico grueso (a punta di coltello), rapini y queso pecorino. El origen de la pizza es muy posiblemente una focaccia a la que se le añadieron posteriormente las salchichas y el friarelli.